# Ataque al fuerte de Santa Elena
El ataque al fuerte de Santa Elena, también conocido como parte de la Operación Aurora, fue una acción militar desarrollada en la madrugada del 22 de diciembre de 2019 en el municipio de Gran Sabana, del estado Bolívar en Venezuela como el mayor robo de armas a las Fuerzas Armadas.
Se trató de una sublevación militar contra el gobierno de Nicolás Maduro, los sublevados efectivos de la Fuerza Armada Nacional Bolivariana informaron que el ataque forma parte de la Operación Aurora en contra de la corrupción de altos militares que ha permitido el establecimiento del  ELN en el territorio nacional y en apoyo al pueblo pemón y protección en la explotación del oro. El ataque dejó un soldado muerto y uno herido del bando gubernamental, además, los sublevados lograron extraer armamento que luego fue recuperado por los militares fieles al presidente. El gobierno capturó a 11 presuntos integrantes de la sublevación entre los que se encontraban indígenas del pueblo pemón de Kumarakapay.
Según opinión del presidente Nicolás Maduro, la sublevación fue un acto de terrorismo de parte del movimiento antichavista. Supone el gobierno, todos ellos son entrenados en Colombia, Brasil, Perú y Ecuador cuya veracidad no ha sido demostrada hasta la fecha ya que se trataba de sublevados militares destacados en la zona. El 27 de diciembre el gobierno brasileño informó que detuvo en su frontera a cinco militares venezolanos desarmados. La cancillería venezolana en un comunicado oficial pidió a su homóloga brasileña la entrega de dichos militares por ser «desertores» vinculados al ataque al fuerte de Santa Elena, en ese mismo comunicado se confirmó la captura de otros tres presuntos sublevados el 28 de diciembre.

## Origen
La Operación Aurora nace de un grupo disidente estructurado que estaba en el exilio llamado "espada de Dios" conformado en su mayoría por compañeros militares egresados de la promoción 2012 que fueron delatados en 2017, fueron encarcelados y torturados por el Dirección General de Contrainteligencia Militar, que se escaparon de la cárcel entre octubre y noviembre donde es asesinado el teniente Rafael Arreaza durante su fuga, logrando  irse al exilio, donde tiempo después se organizan para ingresar a Venezuela.

## Asalto
El asalto ocurrió en la madrugada, cuando 11 soldados ingresaron al fuerte de Santa Elena, también denominado como "fuerte de Luepa" cerca a la frontera con Brasil, de un batallón de caballería del 513 Batallón de Infantería Selva Mariano Montilla del Ejército Bolivariano, capturaron a todos los presentes y se robaron las armas. Entre los sublevados se encontraba Darwin Balaguera, un sargento de la Guardia Nacional Bolivariana que participó a favor de la oposición durante la operación de ayuda humanitaria para el ingreso de víveres en febrero del mismo año.
El material robado fue 120 fusiles AK 103, nueve lanzacohetes, granadas y municiones, así mismo tomaron de rehenes a un comandante y a dos soldados, la acción fue liderada por los tenientes Josué Abraham Hidalgo Azuaje, José Ángel Rodríguez Araña y el Sargento Mayor Darwin Balaguera Rivas en una camioneta y en un camión respectivamente.
Durante la huida del fuerte los sublevados se dividieron, Hidalgo se fue hacia un paradero desconocido y sus rehenes lograron escapar, entre los cuales un soldado relata lo siguiente:

Yo pude escapar en San Francisco de Asís. Pude recuperar un fusil y no pude hacer más nada. Mi comandante logró escapar más adelante, antes de llegar a San Ignacio. Recuperaron allá el armamento a la altura de la Guardia.

Balaguera en la camioneta y el camión 350 manejado por un civil se dirigió hasta el destacamento 623 San Ignacio, en el camino se encuentran con la Guardia Nacional que colocaron una gandola en la carretera para que no los dejaran pasar, ante un malentendido con un soldado del destacamento se desató un intercambio de disparos. El chófer y cuatro sublevados al ver el enfrentamiento dieron vuelta y huyeron con el camión, más adelante se bajaron del camión y huyeron por una trocha a la frontera brasileña, dejando en el camino todo lo sustraído de Santa Elena. Balaguera y parte de sus compañeros quedaron solo en la camioneta enfrentando con muy pocas armas, que al quedarse con pocas municiones decidieron huir a la frontera brasileña internándose a la selva durante siete días, donde fueron rescatados por el ejército brasileño. Balaguera fue capturado con una herida de bala en la pierna. Fueron trasladados a la población de Mato Grosso en dos helicópteros. Donde son llevados a una unidad militar de Brasil.

## Acción del gobierno de Maduro
El gobierno del presidente Nicolás Maduro ordenó la captura de todos los implicados, según el gobierno venezolano varios de los sublevados se dirigieron a Brasil con armamento robado, le pidió a su homólogo Jair Bolsonaro entregarlos. Además de la captura de integrantes entre indígenas pemones y algunos militares, las fuerzas leales a Maduro ingresaron el 23 de diciembre a la comunidad indígena pemón de Kumarakapay y capturaron a siete presuntos implicados en el asalto.
Según el diario argentino Infobae el financista e ideólogo de la llamada Operación Aurora que implica el ataque al fuerte de Santa Elena, es el empresario Andrés Antonio Fernández Soto, quién mantenía contactos con fuerzas militares estacionadas en Cúcuta (entre los que se encontraba Balanguera) que reconocen a Juan Guaidó como presidente interino, con autoridades locales críticas con el gobierno y tenía una mina que explotaba en colaboración de los pemones, dicha mina le fue arrebatada por la guerrilla colombiana Ejército de Liberación Nacional que mantiene presencia en territorio venezolano cercano a Colombia. Para el gobierno venezolano Fernández mantiene contacto con el mayor Carlos Alberto Marcano Vásquez que fue retirado por tener vínculos a mafias del Arco minero del Orinoco. En esa misma línea Balanguera durante su detención informó que para llegar al estado Bolívar que se encuentra al otro lado de Venezuela, tuvo que pasar vía Colombia por Perú y Brasil, para el gobierno venezolano eso es suficiente evidencia que relaciona a todos esos países sudamericanos con el ataque al fuerte. El nombre del soldado muerto en el ataque es Jean Piere Caraballo, perteneciente a la Guardia Nacional Bolivariana.
El 21 de febrero de 2021 el primer Teniente Franklin Alfredo Caldera Martínez es capturado por el Ejército de Liberación Nacional Colombiano en la ciudad de Cúcuta y secuestrado hacia la ciudad de San Antonio donde es entregado al Teniente coronel Alexander Enrique Granko Arteaga Director de Asuntos especiales (DAE) del DGCIM, desde donde es enviado en una avioneta hasta Base Aérea Generalísimo Francisco de Miranda en la ciudad de Caracas. El teniente se escapa el 23 de febrero de sus captores en Caracas y fue recapturado en la madrugada del día 25, las autoridades informan que esta desaparecido. El teniente es uno de los que aparecen en un video de la operación Aurora. El 20 de julio de 2023, la Comisión Interamericana de Derechos Humanos (CIDH), bajo la resolución 40/2023, decidió otorgar una medida cautelar de protección al Sr. Franklin Alfredo Caldera Cordero, padre del teniente por el abuso aplicado contra su persona. Esto tras recibir reiteradas amenazas por parte de agentes de seguridad del Estado

## Reacciones

### Nacionales

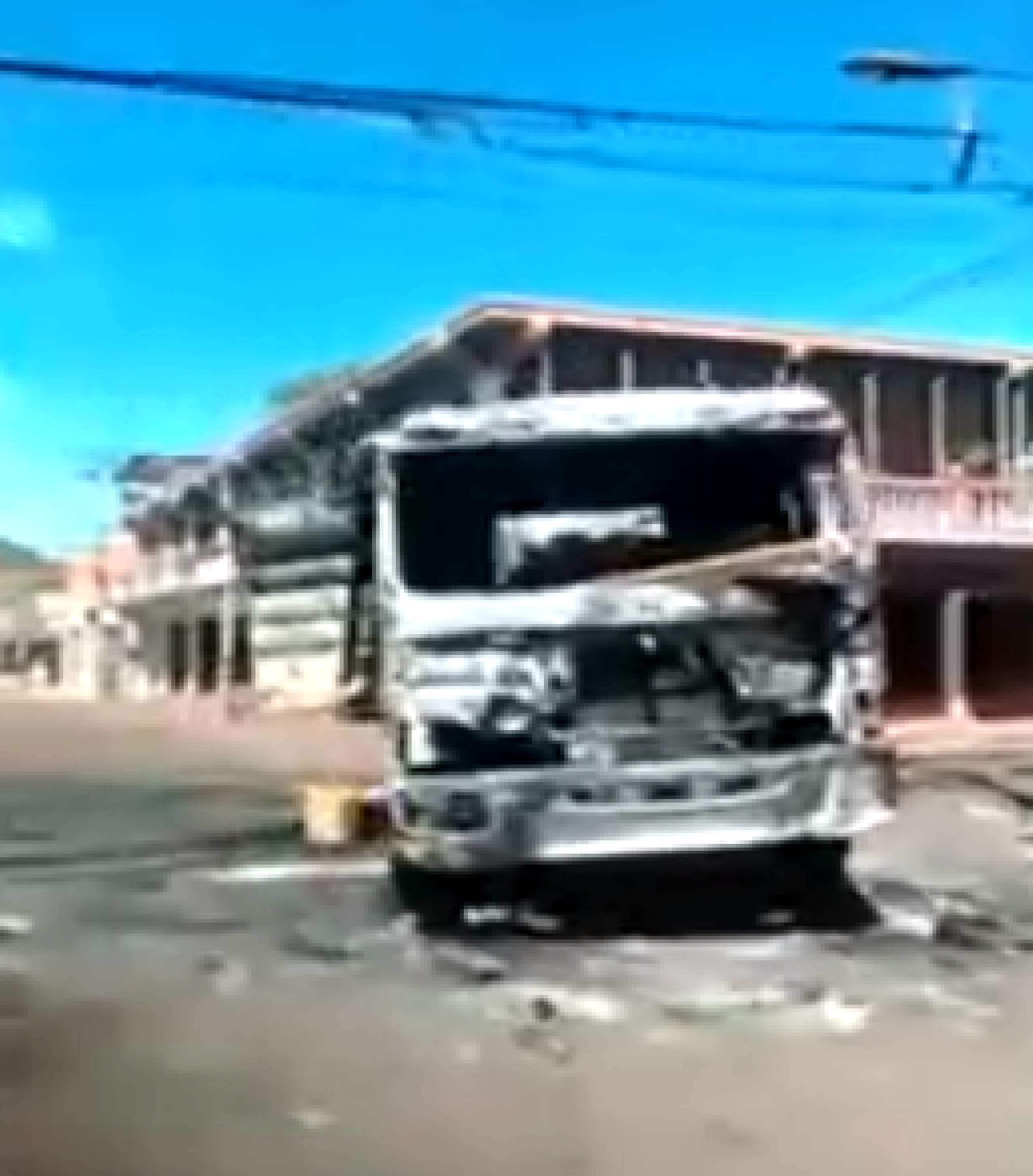
Santa Elena de Uairén, ciudad de la Gran Sabana, destruida por los enfrentamientos entre pobladores pemones y el gobierno por la intentona de ingresar ayuda humanitaria el 23 de febrero de 2019.

El gobierno de Venezuela tachó de responsables intelectuales al líder opositor Leopoldo López, al presidente de la Asamblea y autodenominado presidente Juan Guaidó y al diputado Gilber Caro. También a varios gobiernos suramericanos.
El 24 de diciembre de 2019 el Consejo de Caciques Generales del pueblo pemón (aliado del gobierno) informó de «la intención de la derecha venezolana de utilizar actores ajenos a las luchas del movimiento indígena para hacer creer a la opinión pública que el Estado venezolano está masacrando a las comunidades del pueblo Pemón». Por el contrario a finales de diciembre los pemones denunciaron persecución y desplazamiento forzado contra ellos por parte del gobierno de Nicolás Maduro bajo el pretexto de que algunos de ellos estuvieron implicados en el asalto al fuerte militar. Los pemones en varias ocasiones ya habían tenido roces violentos con funcionarios del gobierno por la cercanía de algunos indígenas con la oposición política a raíz del intento de ingreso de ayuda humanitaria a Venezuela en febrero de 2019. En un diario de extrema izquierda se comunicó que un almirante de la Marina de los Estados Unidos Craig S. Faller comunicó que el asalto al fuerte forma parte del plan "Navidades Sangrientas", un presunto plan de invasión estadounidense a Venezuela que comenzó a inicios de 2019, además de acusar también a Guyana sin mayores pruebas de formar parte de los gobiernos sudamericanos que entrenan a los sublevados.
El 27 de diciembre de 2019 en Internet fue publicado un vídeo de tres presuntos miembros sublevados de la Fuerza Armada Nacional Bolivariana (FANB)  supuestamente participantes del ataque a Santa Elena en donde niegan cualquier relación con gobiernos extranjeros u otros grupos opositores, además también calificaron el inicio de lo que denominan Operación Aurora de «limpia y exitosa».

### Internacionales
Brasil, Colombia y Ecuador negaron cualquier implicación en el ataque al fuerte. El gobierno brasileño informó que interrogaría a los militares encontrados cerca de la frontera con Venezuela. Estos militares expresaron que solicitaran al gobierno de Brasil que se les brinde la calidad de refugiados venezolanos.